# هماگلوتینین

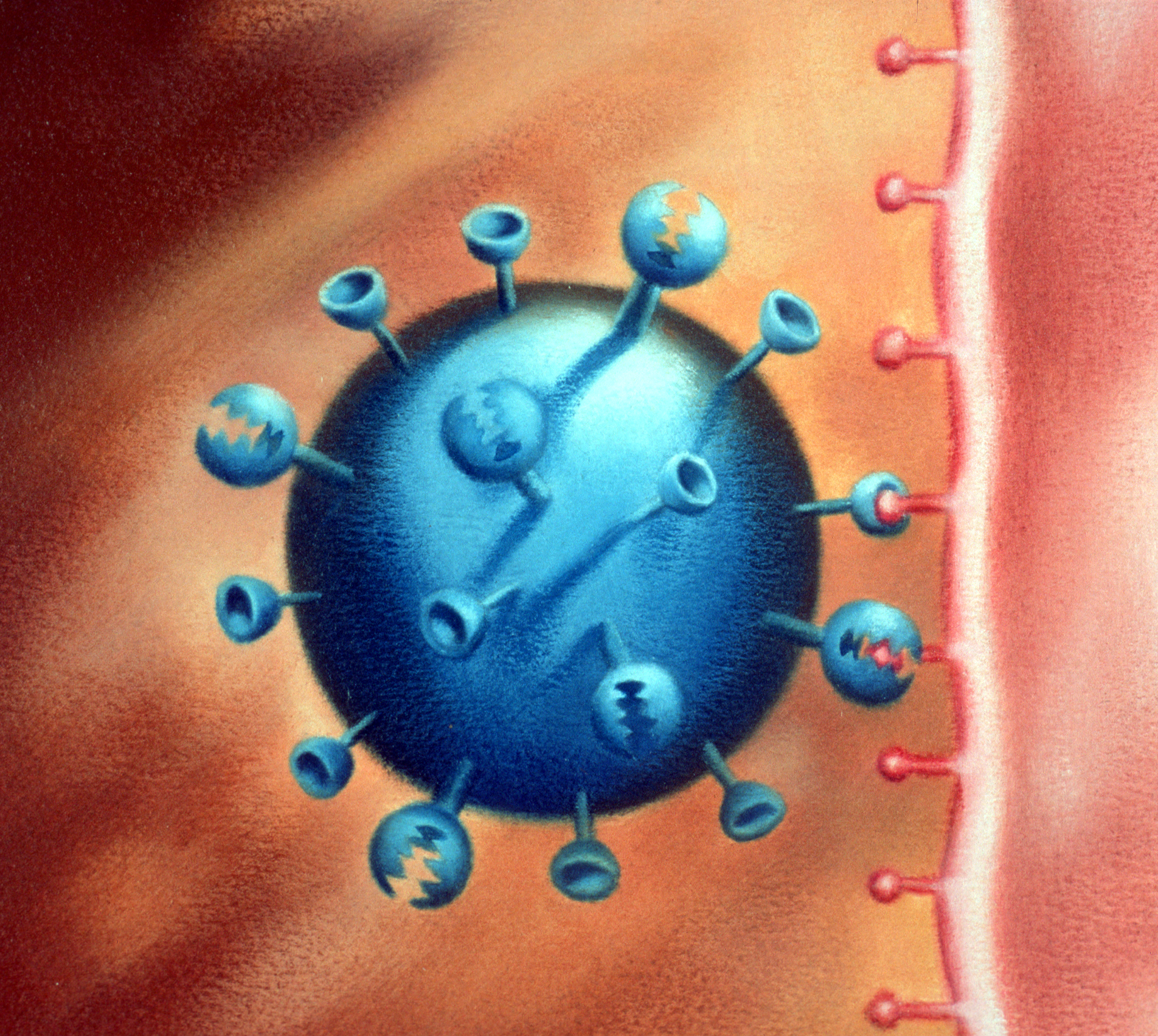
نمایه‌ای از ویروس آنفلوآنزا که بوسیله هماگلوتینین به یک سلول میزبان چسبیده

هماگلوتینین (انگلیسی: Hemagglutinin) نوعی گلیکوپروتئین است که باعث آگلوتینه شدن در یک گلبول قرمز می‌شود. به این پروسه هماگلوتیناسیون می‌گویند. پادتن و لکتین‌ها گونه‌های شناخته شده هماگلوتینین هستند. یکی از استفاده‌های آگلوتیناسیون در تست کومبس است.